# Petr Voženílek
Petr Voženílek (3. května 1943 Louny – 24. února 2003 Chomutov) byl český herpetolog a terarista, autor řady odborných a naučných článků a knih z oblasti teraristiky a herpetologie. Specializoval se zejména na jedovaté hady a evropské zmije.

## Biografie
O hady (převážně jedovaté) se zajímal od dětství, jeho otec byl akvaristou. Vystudoval Střední chemickou školu v Ústí nad Labem, kde také po vojně v letech 1963–1969 pracoval ve Výzkumném ústavu anorganické chemie. V roce 1963 se oženil s Eliškou Truplovou, s kterou měl dceru Martu. Později se oženil podruhé.
Herpetologii a teraristice se začal intenzívně věnovat teprve po nástupu do zaměstnání. Mezi jeho zájmy nepatřili jen hadi a zoologie všeobecně, ale také chemie, potápění a divadlo. Byl skvělý vypravěč se smyslem pro humor, který zúročil v několika knížkách (např. Můj život mezi hady a jinou havětí).
Několik let spolupracoval s Fešáky, kde společně s Josefem Aloisem Náhlovským předváděl scénku s užovkou brazilskou. Absolvoval potápěčský kurs na Oravské přehradě, čehož pak využil při četných cestách za herpetofaunou a mořskými živočichy mnoha zemí, například do Makedonie, Jugoslávie, Slovinska, Rumunska, Bulharska, Maďarska, Řecka, Turecka, Mongolska, Zimbabwe i na Kavkaz.
V letech 1969–1975 působil jako asistent na Pedagogické fakultě Univerzity Jana Evangelisty Purkyně v Ústí nad Labem.
Roku 1975 nastoupil do Zoologické zahrady v Ústí nad Labem, kde působil dlouhá léta. Spoluzakládal krajský zoologický klub při ústecké zoo. Celý život publikoval v odborné literatuře jak tuzemské, tak i zahraniční, napsal několik knížek a na dalších se podílel. Mimo jiné byl i spoluzakladatelem a dlouhodobě i hlavním redaktorem sborníku odborných prací Fauna Bohemiae septentrionalis, zúčastňoval se ekologických konferencí Československé zoologické společnosti, i evropských a mezinárodních herpetologických kongresů. Navštívil ofidiologické laboratoře v brazilském Butantanu, kde měl možnost díky svým vědomostem a laskavosti tehdejšího ředitele Alphonsa Hogeho i krátce pracovat a získávat praxi pro své další studium (ofidiologický ústav v Butantanu je největší laboratoří na výzkum a výrobu hadích sér v Jižní Americe).

## Vědecký zájem
Ač během svého života choval mnoho druhů hadů, středem jeho zájmu byly hlavně evropské zmije, především zmije obecná. Právě té se věnoval v knize Ty zmije. Studiu zmijí a vědecké práci věnoval téměř veškerý volný čas. Po přestěhování do Chomutova začal pracovat v chomutovském zooparku, kde působil až do svého odchodu do invalidního důchodu v roce 1995. I poté však byl nesmírně aktivní a nadále se zooparkem intenzivně spolupracoval. Důkazem je i nově vybudovaná expozice terárií, kterou ještě před svým odchodem pomohl jeho řediteli Přemyslu Rabasovi slavnostně otevřít pro veřejnost. Navzdory podlomenému zdraví, na kterém se podepsalo přes padesát uštknutí, čtyři infarkty a dvě mozkové příhody, byl Petr Voženílek i ve vyšším věku nesmírně činorodý, plný elánu a životního optimismu. Zemřel ve věku nedožitých šedesáti let na následky 54. hadího uštknutí.

## Dílo
Krom řady odborných i populárně naučných článků o hadech, kterými přispíval např. do periodik Živa, Akvárium-terárium, Vivarista či Fauna Bohemiae Septentrionalis, je autorem i několika knih:
- Můj život mezi hady a jinou havětí. Ústí nad Labem: Bodis, 1994. 108 s.
- Krokodýlové – přežívající současníci dinosaurů (s Jaroslavem Zelinkou). Úvaly: Ratio, [1997]. 153 s. ISBN 80-902312-3-3
- Ty zmije. Praha: Ministerstvo životního prostředí, c2000. 79 s. ISBN 80-7212-156-1

Taktéž je autorem tří brožur s názvem Lexikon zvířat ústecké ZOO.
O dosahu a zajímavosti jeho celoživotní práce svědčí i to, že se v roce 2006 umístil na 9. místě v anketě o Největšího Ústečana za posledních 150 let.